# Baban

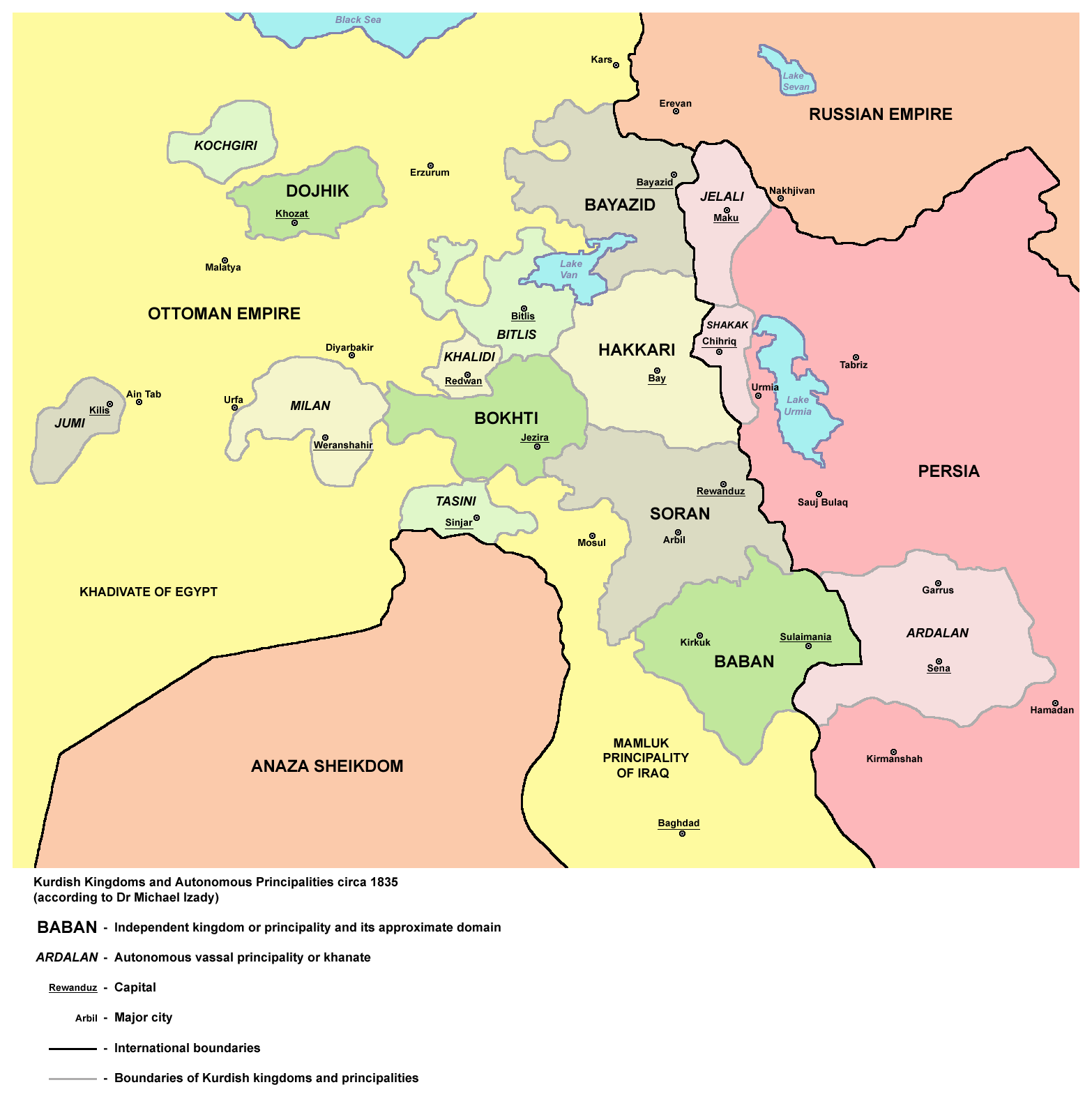
Kurdische Fürstentümer um 1835

Bābān war der Name eines kurdischen Fürstentums mit dem Zentrum Sulaimaniyya, das nominell dem osmanischen Reich unterstand und von 1649 bis 1850 bestand.

## Name
In westlichen Reiseberichten werden die Baban auch als Bebah, Bebbeh oder Bebe bezeichnet. Kurdische und persische Quellen nennen sie Bābān oder Āl-e Bābān, während sie auf Türkisch Babanlar oder Babanzadeler heißen.

## Ausdehnung
Die Baban Familie stammt aus Qala Chualan und hatte zunächst Einfluss auf diese Gegend. Durch militärische und politische Ausdehnung erreichte das Fürstentum bald schon Kirkuk im Südwesten und später, mit der Gründung der Stadt Sulaimaniyya, konnten sie ihre Einflusssphäre bis nach Ardalan an der Grenze zum Safawiden-Reich im Osten ausbauen.
Das Gebiet der Baban erstreckte sich in seiner größten Ausdehnung vom Kleinen Zab bis zum Diyala.

## Geschichte
Feqî Ehmed, der aus der Gegend von Pijder stammte, war der Gründer der Dynastie. Sein Nachfolger Baba Sulaiman erweiterte die Einflusssphäre bis nach Kirkuk. Der spätere Herrscher Sulaiman Pascha brachte die Städte Koi Sandschaq, Chanaqin, Hewler, Harir, Altin Köprü, Badra und einige Gebiete im Westiran unter die Kontrolle des Fürstentums. Hauptstadt der Baban war bis 1781 Kirkuk in Schahrazor, bis Mahmud Pascha Baban sie in das neu gegründete Sulaimaniyya verlegte. Aus dieser Zeit stammt auch die Idee er kurdischen Hauptstadt Kirkuk, die von vielen Kurden heute geteilt wird.
Die Familie konnte ihren quasi-unabhängigen Status durch heikle diplomatische Beziehungen mit dem Osmanischen Reich über Jahrhunderte aufrechterhalten. Die geografische Nähe zum Safawiden-Reich, und die damit einhergehende Funktion als Bewacher der osmanischen Grenzen, machte sie für das Osmanische Reich zunächst unentbehrlich. So wurde die Erbmonarchie in Baban im Jahre 1678 in einem Vertrag zwischen Sulaiman Baba und Vertretern des Osmanischen Reiches festgeschrieben und von den Osmanen anerkannt.
Im 18. Jahrhundert unterstützten die Truppen der Baban die Osmanen gegen die Safawiden.
Über lange Zeit rivalisierten die Baban mit den Herrschern von Ardalan, einem halb-autonomen Fürstentum innerhalb des Safawiden-Reiches. Die Herrscher von Ardalan forderten immer wieder die Loyalität und Lehnstreue der kurdischen Clans in der Umgebung ein und wollten damit ihren eigenen Einflussbereich stärken. Im Jahre 1694 führte Suleiman Beg Baban seine Truppen in den Krieg gegen Ardalan und besiegte sie in ihrer Hauptstadt Sanandadsch. Safawidische Truppen gelangten zu spät nach Ardalan um den Sieg der Baban zu verhindern. Jedoch konnten sie die Truppen Suleiman Beg Babans in einer weiteren Schlacht besiegen und das Haus der Ardalan wieder als Herrscher des Fürstentums einsetzen.
Das Streben nach mehr Autonomie und Unabhängigkeit vom Osmanischen Reich und die selbstständigen Entscheidungen des Fürstentums verärgerten über die Jahre die Osmanen, sodass es Mitte des 19. Jahrhunderts zu mehreren Schlachten zwischen den Baban und den Osmanen kam. Der Konflikt endete 1847, als der osmanische Gouverneur von Mosul den Baban-Fürsten Ahmad Pascha Baban bei Koya besiegte. Das Fürstentum wurde von den Osmanen dem Vilâyet Mossul angegliedert.

## Aufbau des Fürstentums
Einblick in den Aufbau des Fürstentums im frühen 19. Jahrhundert gewähren die Aufzeichnungen von Claudius James Rich, der sich lange Zeit in Sulaimaniyya aufhielt. Seine Auflistung der Hofbeamten zeigt eine starke Ähnlichkeit zur Hohen Pforte in Istanbul oder zum Hof in Bagdad.
Den Baban wurde die Lehnstreue von verschiedenen kurdischen Clans und Stammeskonföderationen versichert. So unter anderem von der Stammeskonföderation der Jaff (Caf), die sich im Grenzgebiet zum Safawiden-Reich befanden. Diese zahlten Steuern an die Baban-Herrscher in Sulaimaniyya und konnten sich im Fürstentum frei bewegen und betätigen. Dies ging sogar so weit, dass die Jaff auch eigene Schlösser und Burgen, wie zum Beispiel die Sherwana Burg in Kalar, errichten konnten.
Zu Krisenzeiten konnten die Steuern, wie auch in den benachbarten Fürstentümern sehr hohe Summen erreichen.

## Herrscher

Ibrahim Pascha, Gründer der Stadt Sulaimaniyya

Das Pascha bzw. Beg am Ende der Namen stehen für den Titel des jeweiligen Herrschers. Beide sind gleichbedeutend mit Fürst oder Herr.
1. Feqî Ehmed, 1649–1670
2. Sulaiman Beg, 1670–1703
3. Khana Mohammad Pascha, 1721–1731
4. Khalid Pascha, 1732–1742
5. Salim Pascha, 1742–1754
6. Sulaiman Pascha, 1754–1765
7. Muhammad Pascha, 1765–1775
8. Abdolla Pascha, 1775–1777
9. Ahmad Pascha, 1777–1780
10. Mahmoud Pascha, 1780–1782
11. Ibrahim Pascha, 1782–1803
12. Abdorrahman Pascha, 1803–1813
13. Mahmoud Pascha, 1813–1834
14. Sulaiman Pascha, 1834–1838
15. Ahmad Pascha, 1838–1847
16. Abdollah Pascha, 1847–1850